# 洪道 (匈牙利)
洪道，是匈牙利诺格拉德州所辖的一个村。总面积21.49平方公里，总人口622，人口密度28.9人/平方公里（2011年1月1日）。